# Ben Kingsley
Sir Ben Kingsley, britanski filmski in gledališki igralec, * 31. december 1943, Snainton, North Yorkshire, Anglija.
Najbolj je poznan po svojih vlogah v filmih, kot so Gandi (1982), Bugsy (1991), Schindlerjev seznam (1993), Mojzes (1995), Sexy Beast (2000), House of Sand and Fog (2003) in Shutter Island (2010).
Prejel je oskarja, leta 1983 za najboljšo moško vlogo v filmu Gandhi.

## Najpomembnejši filmi
- 1982 Gandi (Gandhi)
- 1983 (Betrayal)
- 1991 Bugsy (Bugsy)
- 1993 Schindlerjev seznam (Schindler's List)
- 1995 Jožef (Joseph)
- 1995 Mojzes (Moses)
- 1998 (The Tale of Sweeney Todd)
- 1999 (Alice in Wonderland)
- 2000 (Sexy Beast)
- 2001 (Anne Frank: The Whole Story)
- 2003 (House of Sand and Fog)
- 2005 (Oliver Twist)
- 2005 (Mrs. Harris)
- 2010 (Shutter Island)
- 2011 Hugo